# Mestre Virgílio
O Mestre Virgílio foi um mestre iluminador anónimo que trabalhou em Paris entre 1380 e 1420, e deve o seu nome aos manuscritos da Eneida e das Bucólicas que ajudou a iluminar. Foi identificado pela primeira vez pelo historiador de arte Millard Meiss.

## Elementos biográficos e estilísticos

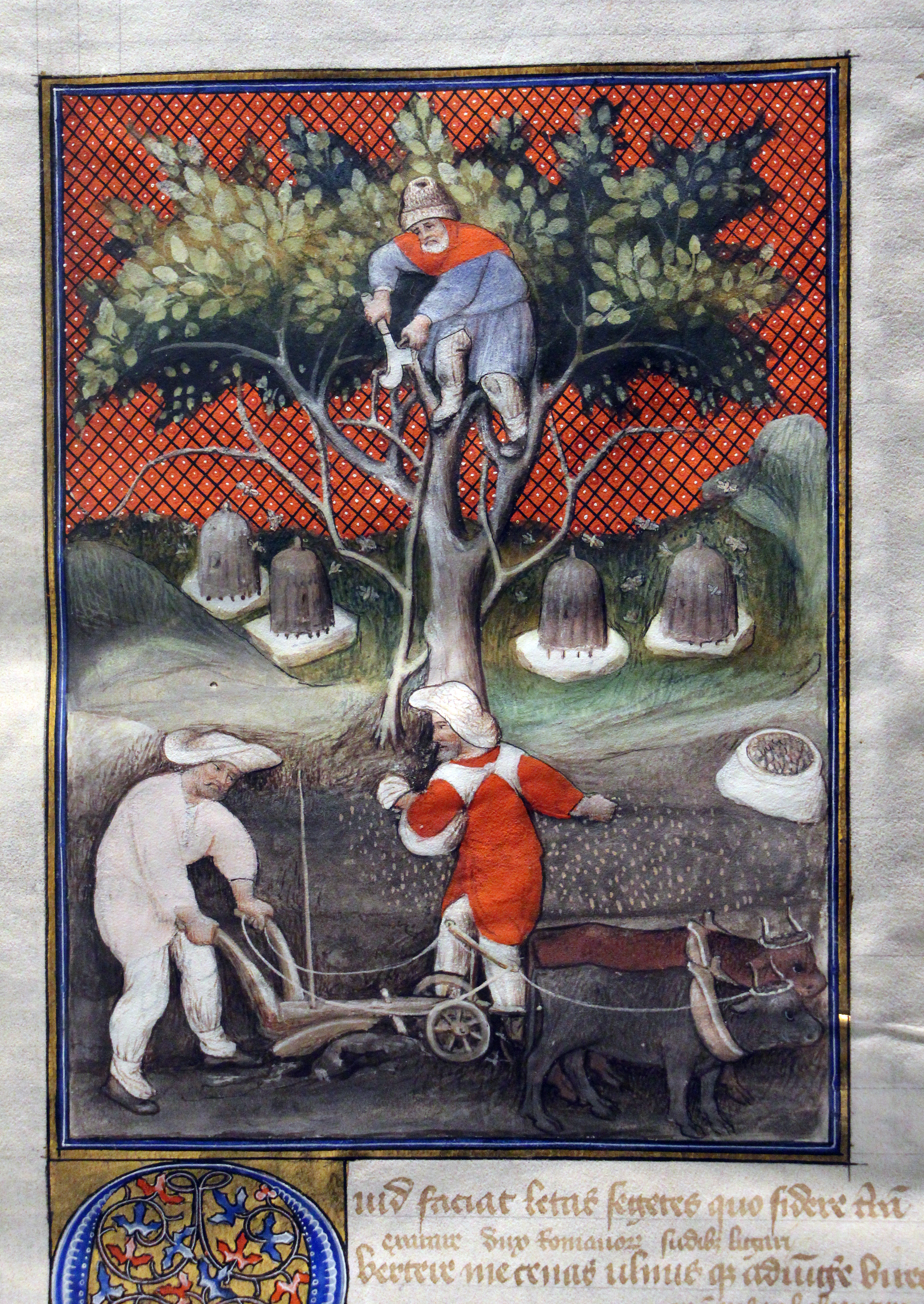
Imagem da Eneida e Bucólicas de Virgílio

Provavelmente foi usado durante as décadas de 1390 e 1410, a serviço do duque João de Berry. Existem pelo menos seis manuscritos decorados por sua mão e encomendados pelo duque. O iluminador também trabalhou para a comitiva do príncipe, incluindo seu tesoureiro Jacques Courau. Foi para este último que pintou manuscritos de Virgílio, que lhe deu o nome convencional. Em várias ocasiões, colaborou com outros iluminadores parisienses, como o Mestre de Egerton e a oficina do Mestre de Boucicaut.
Seu estilo é caracterizado por representações em grande escala de narrativas, com um apego aos detalhes arquitetônicos e de vestuário de seu tempo. Sua paleta particular é composta principalmente de azul royal, vermelho sangue, malva, lavanda, vermelhão, bordô e verde.